# Santiago Creativo

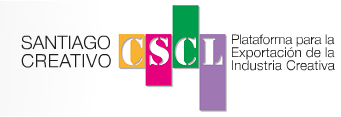
Logomarca do Santiago Creativo

Santiago Creativo é uma política pública de fomento e exportação de cultura para a região metropolitana de Santiago, que concentra 80% de toda a capacidade produtiva no Chile. Criado pelo governo regional, a CORFO (Corporación de Fomento de la Producción) e pela Associação de Empresas de Tecnologia da Informação, busca facilitar e incentivar a exportação de bens e serviços dos pequenos produtores culturais da região metropolitana de Santiago. Isto é feito através da articulação e coordenação de instituições, agentes tanto públicos como privados, dando assistência técnica em relação a técnicas de gestão e modelos de negócios, contribuindo para o desenvolvimento econômico da indústria criativa de Santiago.

## O Setor da Economia Criativa
Segundo a Unesco, são considerados pertencentes à industria criativa os setores que tem como objetivo a produção, reprodução, promoção e a difusão e comercialização de bens, serviços e atividades de conteúdo cultural, artístico ou patrimonial. Segundo o Modelo dos círculos concêntricos, as ideias criativas são originadas das artes criativas centrais na forma de som, texto e imagem, em que ideias e influências se externalizam por camadas ou “círculos concêntricos”, com conteúdo cultural indo ao conteúdo comercial conforme se afasta do centro. Nele, os núcleos centrais são a literatura, música, as artes cênicas e as artes visuais, outros são os cinemas, museus, galerias, fotografia e bibliotecas, as industrias culturais são os a edição, impressão, televisão e rádio, videogames etc… e outros setores produtivos são a publicidade, a arquitetura, o design e a moda.
O setor criativo representa 7% do PIB dos países da OCDE, sendo que no Chile esse valor representa 1,6% do PIB.  O setor é composto em sua maioria por micro (80%) e pequenas empresas (17%). Com as médias e grandes representando apenas 3% do número de empresas. A cidade de Santiago representa reune mais de 80% dos empreendimentos de bens e serviços criativos.

### Objetivos
Apoiar o desenvolvimento de projetos com potencial de exportação e internacionalização de indústrias criativas na Região Metropolitana de Santiago; posicionar o conceito de “indústria criativa” dentro da região metropolitana de Santiago; desenvolver e fortalecer a capacidade das empresas e dos pequenos produtores culturais da indústria criativa para que seja possível a implementação de modelos de negócios competitivos.

### Posicionamento estratégico

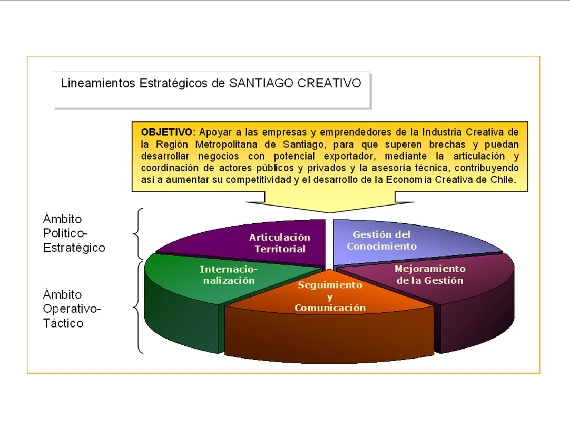
Com a finalidade de realizar os objetivos acima citados, foram definidos os seguintes guias estratégicos para a política

Para dar comprimento (concretude) aos objetivos do Santiago Creativo, foram definidos os seguintes Lineamentos Estratégicos:
- Melhoramento da Gestão de Empresas e Empreendedores Criativos: fomentar a empresarização nos diferentes setores que compreende a Indústria Cultural (IC), apoiando os empreendedores através da entrega de assistência técnica, missões tecnológicas, orientação para o empreendimento de iniciativas com foco exportador, de tal maneira que se possa incorporar inovações, tanto nos modelos de negócio, como nos de gestão.
- Apoio à internacionacionalização da Indústria Criativa: apoiar à empresas e empreendedores criativos no desenvolvimento e na implementação de projetos e iniciativas de internacionalização, com vista à exportação de seus produtos.
- Articulação territorial de atores da economia criativa: articular e coordenar atores relevantes da economia criativa de Santiago, com o propósito de contribuir para gerar um trabalho em rede e uma ação conjunta, de maneira a propor o feitio de um pacto social, econômico e político, entre distintos atores, aproveitando as potencialidades da Economia Criativa e seu desenvolvimento, nos contextos nacional e internacional.
- Gestão do conhecimento: contribuir com a implementação de um sistema de gestão do conhecimento da Economia Criativa, através do desenvolvimento de iniciativas de geração (investigações*, estudos, sondagens, observância e avaliação de políticas públicas), transferência (oficinas, seminários, estágios, etc.), e difusão (publicação e comunicação) de conhecimentos.
- Seguimento (traçado) e comunicações: avaliar o acionamento com a finalidade de medir o nível de alcance dos objetivos propostos, e implementará uma Estratégia de Comunicação, orientada aos distintos atores do Ecossistema da Economia Criativa nacional e internacional, mediante meios tradicionais e inovadores de comunicação, visando difundir e comunicar a razão de ser e fazer do Santiago Criativo.

## Modelo de Intervenção

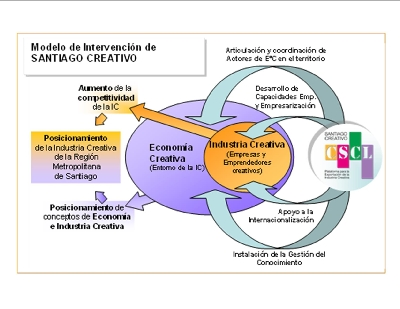
Modelo de Intervenção do Santiago Creativo

Modelo de intervenção da CSCL, consiste em um conjunto de intervenções complementarares e interrelacionadas, que apontam diretamente as empresas e empreendedores criativos da indústria criativa, e próximos a ela, os atores da Economia Criativa e suas interrelações.
Especificamente:
- Intervenção nas empresas e apoio aos empreendedores da indústria criativa com o objetivo de estimular, impulsionar, apoiar e acompanhar na materialização de projetos de internacionalização, mediante a exportação de bens e serviços criativos.
- Intervenção que contribua para o aumento da competitividade da IC, mediante o desenvolvimento de capacidades empresariais e a formalização dos empreendedores criativos, o que permitirá a geração, desenvolvimento e instalação na RM de Santiago de capacidades necessárias para estar em condições de empreender um processo de internacionalização futuro.
- Intervenção que aprofunde as relações e vínculos dos atores público e privados, mediante uma articulação e coordenação destes no território, promovendo um compromisso político-estratégico e de ação concreta para gerar e contribuir para a gereção de um entorno favorável para a Indústria cultural, contribuindo para um pacto político, econômico e social de todos os atores da Economia Criativa - o setor público, setor empresarial artístico-criativo, as empresas (não criativas), a academia, a sociedade civil organizada e a cidadania em todo o seu conjunto.
- Intervenção que fomente a gestão do conhecimento neste setor econômico, apontando ao posicionamento da Economía e da Indústria Criativa e contribuindo à transferência de conhecimento e práticas, a instalar um sistema de boas práticas criativas, a incentivar a observação do estado e desenvolvimento da ação de atores da Economia Criativa (medição de resultados e impacto, avaliação de políticas e programas, percepções e nível de consumo etc.), a gerar e fortalecer os comentários das massas, a promover a incorporação dos conceitos na formação profissional e que envolvem a academia na pesquisa, desenvolvimento e inovação do setor. Isto contribuirá para a instalação de um Observatório da Economia Criativa, muito necessária se considerar-se que a Economia Criativa para países como Chile - em desenvolvimento - é uma uma oportunidade para dar este salto qualitativo e quantitativo para o desenvolvimento
- A ação do programa se foca preferencialmente em quatro setores da IC - Audiovisual, fonográfico, editorial e design - priorizados pela CORFO, que de acordo com o diagnóstico realizado são os que apresentam melhores condições e oportunidade. Tal não implica excluir os três setores restantes - artes visuais, artes cênicas e artesanato-, que foram observados e diagnosticados previamente, ou seja, é uma priorização não excludente.

## Resultados Esperados

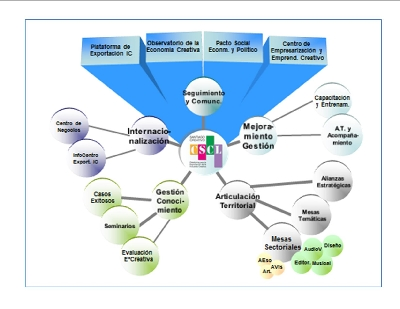
Infográfico em espanhol acerca dos resultados esperados do Santiago Creativo.

Espera-se que ao culminar no “Santiago Creativo”, as empresas da Região Metropolitana de Santiago se sintam parte da Indústria Criativa, contem com informação de mercado, modelos de negocio competitivos, projetos de internacionalização e capacidades empresariais para competir no mercado externo.
Ademais, contribui-se-á, com as atividades de articulação e coordenação de instituições públicas e privadas, como também de instituições do âmbito acadêmico e sociedade civil organizada, ao surgimento de um pacto social, econômico e político entre os atores da economia criativa e cultural, com a finalidade de aproveitar as potencialidades de desenvolvimento que representa esse setor à economia chilena.
Se destinarão também ações à construção do conceito de gestão de conhecimento da economia criativa e desenvolvimento cultural, contribuindo com a geração da massa crítica nacional, impulsora do desenvolvimento humano e social em torno da cultura e da economia criativa.
Em resumo, os Resultados Esperados de CSCL, considerando seu horizonte de implementação (2016), são os seguintes:
- Instalação de una Plataforma Exportadora de bens e serviços criativos da Região Metropolitana de Santiago.
- Instalação de um Centro de Empresarização e Empreendimento Criativo.
- Contribuir com o início do processo de construção do Pacto Social, Econômico e Político em torno da economia criativa e cultural.
- Contribuir com a instalação de um Observatório da Economia Criativa de Santiago.